# U.K. BEAT FLYER 1179
「U.K. BEAT FLYER」（ユーケー・ビート・フライヤー）は、MBSラジオで2004年4月から2021年10月2日まで週に1回放送されていた音楽番組。放送曜日・時間帯・形態は放送時期によって異なる。
関西地方を中心にDJやタレントとして活躍するU.K. （くっすん／楠雄二朗）の冠番組で、
通称は「ビーフラ」。2011年4月2日までは「U.K. BEAT FLYER 1179」（ユーケー・ビート・フライヤー いちいちななきゅう、「1179」はMBSラジオがAM放送で使用する周波数）、2011年4月9日から2014年3月24日までは「MBSうたぐみ U.K. BEAT FLYER」（エムビーエス - ユーケー・ビート・フライヤー）というタイトルで放送していた。

## 概要
2013年3月までは生放送で、「U.K. BEAT FLYER 1179」時代の2011年3月までは、関西の女子大生タレントや、毎日放送の若手女性アナウンサーが代々アシスタントを務めていた。
2009年4月に同局が（テレビ・ラジオを含む）音楽関連の番組・コーナーに「MBSうたぐみ」というレーベル名を冠してからは、母体番組の『MBSうたぐみ Smile×Songs』（MBSラジオ）やMBSテレビにおけるU.K.のレギュラー番組（『MUSIC EDGE + Osaka Style』『ちちんぷいぷい』）など、他番組と連動した企画を随時実施。ミュージシャンを生放送のスタジオに招くことも多かった。
2008年3月までは、毎週金曜日の21:00 - 23:55に放送。2008年4月の改編で放送枠を毎週土曜日の21:00 - 21:55へ移すとともに、毎週日曜日の21:00 - 21:55に兄弟番組『U.K. チア・ミュージック』の放送を始めたため、両番組には編成上「U.K.WEEKEND MUSIC PARTY」という名称のレーベルを付けていた。しかし、2011年4月改編で『U.K. チア・ミュージック』の放送を終了したため、同番組を吸収する格好で「MBSうたぐみ U.K. BEAT FLYER」として再出発。これを機に、『U.K. チア・ミュージック』に出演していたU.G.（ユージー）を、男性初のパートナーに起用した。
2013年4月1日からは、放送枠を毎週月曜日の21:00 - 22:00に変更。U.K.が当時「昔の人は偉かった」（『ちちんぷいぷい』の木曜日→金曜日で放送中の徒歩による寺社・旧跡の行脚コーナー）のロケで月曜日（または火曜日）の早朝から遠方に出ていたこともあって、生放送から事前収録に移行している。
MBSラジオでは、2014年4月改編で、当番組以外の『うたぐみ』レーベルの番組を一斉に終了。当番組は、タイトルを「U.K.BEAT FLYER」に変更しながらも、放送を継続していた。
2014年10月以降は、「+music」（毎日放送が音楽を主体に展開するテレビ・ラジオ・イベント連動型キャンペーン）のレーベル番組として編成。2020年4月改編から放送枠を毎週金曜日の24:30 - 25:30に移動したが、2021年10月2日未明（1日深夜）の放送分で、16年半にわたる歴史に終止符を打った。
ちなみに、『ちちんぷいぷい』は2021年3月12日（金曜日）で終了。「U.K.」の名を冠したレギュラー番組も、当番組の終了によって毎日放送から姿を消したものの、U.K.本人は当番組の終了後も『A Music Chance』（MBSラジオで2020年4月から土曜日の夜間に放送中の音楽番組）でパーソナリティを続けている。

## 放送時間
- 2004年4月 - 2008年3月  毎週金曜日21:00 - 23:55
- 2008年4月 - 2013年3月30日 毎週土曜日21:00 - 21:55
- 2013年4月1日 - 2020年3月21日 毎週月曜日21:00 - 22:00
- 2020年4月3日 - 2021年10月1日  毎週→月3 - 4週金曜日24:30 - 25:30（土曜日0:30 - 1:30）
  - 資生堂の単独提供コーナーが組み込まれている関係で、日本プロ野球（NPB）のシーズン中にナイトゲーム中継を延長する場合には、放送枠の完全スライド方式で対応すていた。
  - 2020年5月以降は、『小籔×笑い飯の「土020」』が月に1回のペースで24:30 - 26:00に編成されたため、同番組の放送週のみ全編を休止していた。

## 出演者

### 放送終了時点（2020年4月以降）
- U.K.

『ちちんぷいぷい』に（本名の楠雄二朗から取った）「くっすん」という名義で出演するようになってからは、当番組の挨拶で「くっすんことU.K.」と名乗っていた。
- U.G.（2011年4月9日 - ）

本名は岸本優二（きしもとゆうじ）で、大阪市内でライブハウス「Music Club JANUS」を経営。出演開始当初は、ブルースとバーボンが好きであることを公言する一方で、詳しい経歴を伏せていた。後に、「岸本優二ことU.G.」として、MBSラジオの特別番組でもパーソナリティを随時担当。

### 過去
- 八木麻紗子（現在はテレビ朝日アナウンサー、2006年4月7日 - 2007年3月30日）- 京都大学在学中にタレント活動の一環で出演
- 赤松悠実（2008年4月 - 2009年3月）
- 前田阿希子（出演期間中は毎日放送アナウンサー、2009年4月 - 10月3日）
- 斎藤裕美（同上、2009年10月10日 - 2011年4月2日）
- Yes Happy!（2017年4月 - 2020年3月） - 「イエハピの○○してきましたけど!」のコーナーに出演

## コーナー

### 現在
- U.K.セレクション

U.K.お勧めのアーティストを毎回1名（または1組）紹介するコーナーで、2009年4月から放送中。
- U.G.のLIVEへGO!GO!GO!

関西圏（主に大阪市内）のライブスペースで開催予定のライブから、U.G.お勧めのライブ情報を伝える。自身が経営するライブハウスで予定しているライブを取り上げることも多い。
- 資生堂presents U.K. ビューティーフライヤー

リスナーが綺麗になることを応援する目的で、2013年4月から資生堂の1社提供コーナーとして放送。資生堂の広報部員が美にまつわる情報を伝えるほか、希望するリスナーには、同社から月替わりで提供される化粧品・日焼け止めを抽選で進呈する。

### 過去
2011年4月～2013年3月
- キッズプロジェクト

『U.K.チア・ミュージック』で放送していた企画を当番組で継続。ともに子を持つ既婚者のU.K.とU.G.が、育児に関するリスナーからのメッセージを紹介しながら、リスナーの推薦による「あなたが子供たちに聞かせたい名曲」を1曲流していた。
2009年10月～2011年3月
- ビーフラプレゼントタイム
- 1位を当てろ!ベスト3クイズ
- YUMIセレクション

当初は、斎藤が自薦するアーティストを紹介。しかし途中から、番組スタッフが推薦するアーティストについて、斎藤が「YUMIセレクション」に入れることの可否を判断する内容に変わった。
番組開始～2009年9月
- U.K.ビートチャット

江崎グリコ提供の事前収録コーナーで、U.K.による取材を希望する高校を募集。そのうちの1校でU.K.が高校生とチャット（対話）した模様を、1ヶ月にわたって放送していた。
- U.K.23（ツースリー）

U.K.が自分より年下のリスナー（主に学生）に伝えたいことを、1人で語ったラジオコラム。